# Romeo y Julieta (Prokófiev)

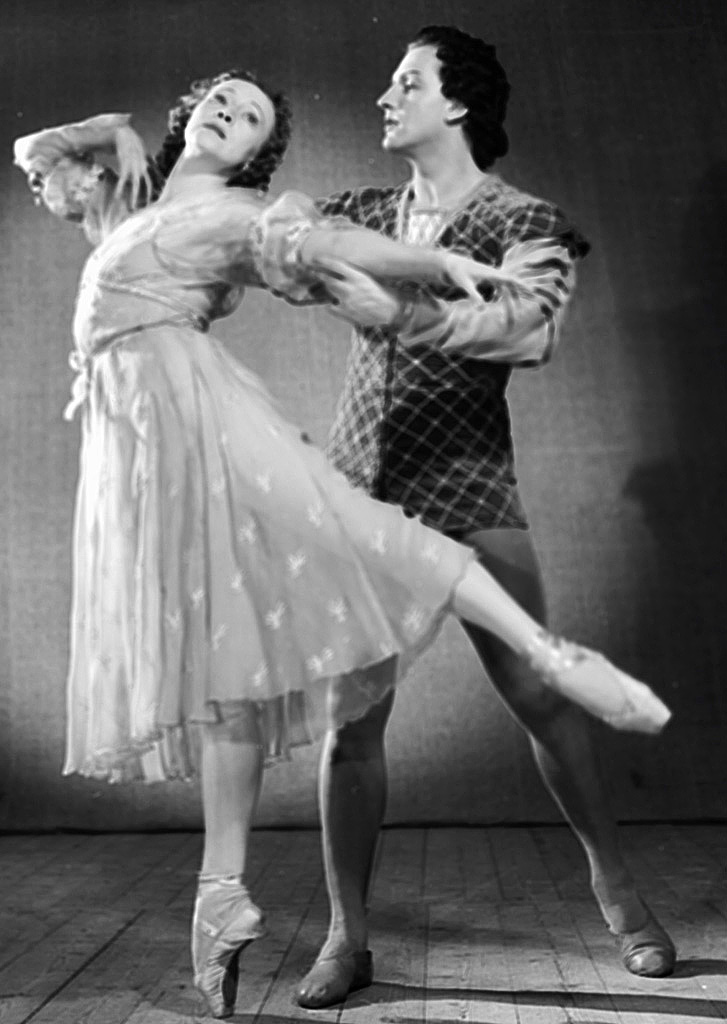
Galina Ulánova y Yuri Zhdánov en el ballet, 1954

Romeo y Julieta (en ruso: Ромео и Джульетта, romanizado: Romeo i Dzhulyetta), Op. 64, es un ballet en tres actos presentados con en trece escenas, incluyendo prólogo y epílogo. El libreto es de Adrián Piotrovski, Serguéi Prokófiev, Serguéi Rádlov y Leonid Lavrovski quien es asimismo el autor de la coreografía. Está basado en la obra homónima de William Shakespeare; se desarrolla bajo el marco musical de Serguéi Prokófiev.
El estreno del ballet fue el 11 de enero de 1940 en el Teatro Kírov de Leningrado, siendo Galina Ulánova la primera intérprete del papel de Julieta. Por otra parte, Prokófiev había compuesto con anterioridad tres suites sinfónicas con parte de la música de este ballet.

## Antecedentes y estreno
Durante las décadas de 1930 y 1940, en la Unión Soviética el repertorio de ballet quedó muy disminuido; pero cabe destacar dos composiciones de Serguéi Prokófiev: Romeo y Julieta (1935-36) y Cenicienta (1940-44).
Basándose en un resumen elaborado por Adrián Piotrovski (que fue el primero que sugirió el tema a Prokófiev) y Serguéi Rádlov, Prokófiev compuso el ballet en septiembre de 1935 sobre un guion de ambos, que seguía los principios de «ballet dramático», tal como pretendía el Teatro Kírov para reemplazar obras innovadoras con alardes de coreografía. Sin embargo, el «final feliz» —contrario a la obra original de Shakespeare— provocó bastante controversia entre los responsables culturales de la Unión Soviética. Así, se pospuso indefinidamente la producción del ballet Romeo y Julieta debido a la preponderancia del Teatro Bolshói durante el mandato de Platón Kérzhentsev como presidente del Comité de Asuntos Artísiticos. Este retraso, hasta 1940, en la producción dentro de la Unión Soviética pudo también deberse al temor y precaución crecientes dentro del entorno musical y teatral, debido a las consecuencias de dos editoriales en el diario Pravda criticando a Shostakóvich y otros «modernistas degenerados», incluyendo a Piotrovski. El director de orquesta Yuri Fayer se reunió con Prokófiev a menudo mientras componía la música y le instó encarecidamente a que volviera al final tradicional. Fayer fue el director del estreno del ballet en el Teatro Bolshói.
Parte de la música del ballet, en forma de suit se pudo escuchar tanto en Moscú como en los Estados Unidos. El ballet completo se estrenó en el Teatro Mahen, Brno (entonces, Checoslovaquia, hoy República Checa), el 30 de diciembre de 1938. Esta versión se componía de un solo acto con música básicamente de las dos primeras suites. Prokófiev no pudo asistir ya que tenía limitadas sus salidas al extranjero.

### Estreno de 1940
No sería hasta 1940, cuando se estrenó en el Teatro Kírov, y seis años más tarde llegó al repertorio del Teatro Bolshói. El compositor sacó a la luz varias obras con música del ballet: tres suites sinfónicas (dos en 1935 —la segunda suite es la más popular— y la tercera 10 años después) y Diez piezas para piano, Op. 75 (1935-36).
Es una de las obras más apreciadas del compositor, sobre la base de la alta inspiración melódica, la gran variedad rítmica y el carácter memorable de los temas principales (el célebre y siniestro Baile de los caballeros y sus diversas variaciones; el delicado y abundante tema de Julieta). La dificultad de la partitura impidió el disfrute del compositor del éxito que años después tendría su pieza. Fue criticado por la falta de lirismo y la naturaleza sinfónica, similar a lo que le sucedió a Chaikovski. El problema principal afloró a la hora de ser llevado a escena con coreografía de Leonid Lavrovski, ya que los bailarines no entendían la música.
Galina Ulánova fue la bailarina que más éxito obtuvo de este ballet por su perfecta interpretación, pese a ello ella misma admitiría años después: “A decir verdad, no estábamos acostumbrados a esa clase de música y nos sentíamos más bien asustados ante ella”.

## Argumento
ACTO I.
Escena 1: La plaza del mercado de Verona. Romeo (hijo de los Montesco) trata de declararle su amor a Rosalinda, siendo rechazado. Sus amigos le consuelan y la plaza se anima. Teobaldo (sobrino de los Capuleto) al ver a Romeo busca pelea con él. Los Capuleto y los Montesco son enemigos y la pelea se generaliza entre las dos familias. El príncipe de Verona para la pelea y ordena a los jefes de las dos familias que se den la mano.
Escena 2: En la casa de los Capuleto. Julieta juega con su nodriza Gertrudis en medio de los preparativos para un baile, cuando son interrumpidas por sus padres para presentarle a Paris, un joven conde que ha pedido su mano.
Escena 3: En el exterior de la casa de los Capuleto. Los invitados acuden a la fiesta de máscaras. Romeo, Mercuccio y Benvolio enmascarados se cuelan en el baile.
Escena 4: Baile de los caballeros. Romeo y sus amigos llegan en plena fiesta. Los invitados contemplan a Julieta danzando. Mercuccio trata de distraer a Romeo. Mientras Teobaldo lo ha reconocido y le ordena amenazante que se marche, pero el padre de Julieta que no lo ha reconocido le da la bienvenida y lo invita a quedarse.
Escena 5: Fuera de la casa de los Capuleto, mientras los invitados abandonan la fiesta, Capuleto frena a Teobaldo en su deseo de pelearse con Romeo.
Escena 6: Julieta en el balcón. Romeo aparece en el jardín. En una apasionada escena se declaran su amor.
ACTO II.
Escena 1: En la plaza del mercado. Romeo está con sus amigos. La nodriza de Julieta le busca para entregarle una carta en la que ésta le cita en la capilla donde su confesor les va a casar en secreto.
Escena 2: En la capilla. Los dos amantes son casados en secreto por Fray Lorenzo, con la esperanza de que la enemistad de ambas familias termine.
Escena 3: La plaza al atardecer. Una nueva pelea estalla. Teobaldo pelea con Mercuccio, mientras, Romeo intenta evitarlo. Pero finalmente, Teobaldo mata a Mercuccio y Romeo desesperado mata a Teobaldo y huye.
ACTO III.
Escena 1: Los dos amantes pasan la noche juntos. Al amanecer él se tiene que ir, ya que ha sido desterrado de Verona. Los Capuleto han decidido que se casará con Paris lo más pronto posible, pero ella trata de disuadirlos. Al llegar la noche acude a Fray Lorenzo para que la ayude.
Escena 2: En la capilla. Julieta le pide ayuda a su confesor. Este le entrega una poción y le explica que le hará parecer como si estuviera muerta. Después del entierro, despertará en el mausoleo donde será rescatada por Romeo, previamente avisado por Fray Lorenzo.
Escena 3: Julieta simula aceptar la boda con Paris. Una vez sola, se toma la poción. A la mañana siguiente, su familia la encuentra aparentemente sin vida.
Escena 4: La tumba de los Capuleto. Romeo que no ha podido recibir el mensaje, vuelve a Verona desesperado creyendo que ella ha muerto, en el mausoleo se encuentra con Paris, al que mata. Y luego se quita la vida. Poco después, Julieta despierta y al encontrar a Romeo muerto, se suicida.

## Personajes
- Julieta: joven dama, hija de los Capuleto. Al principio de la obra encarna a una joven infantil, sumisa y dócil pero conforme discurre la obra va madurando y actuando bajo su propio criterio.
- Romeo: joven hijo de los Montesco. Encarna al amante romántico por excelencia, capaz de morir por su amada.
- Mercurio: mejor amigo de Romeo.
- Teobaldo: primo de Julieta. Odia a los Montesco.
- Benvolio: amigo de Romeo.
- Paris: pretendiente de Julieta, educado en una buena familia y con alta posición social.
- Padre de Julieta, señor Capuleto
- Madre de Julieta, señora Capuleto
- Príncipe de Verona.
- Gertrudis: nodriza de Julieta y confesora de la misma.
- Fray Lorenzo: religioso encargado de casar en secreto a los amantes.
- Padre de Romeo, señor Montesco
- Madre de Romeo, señora Montesco

## Versiones del ballet
El triunfo de Romeo y Julieta en Occidente, cuando las compañías soviéticas se presentaron en Europa y América, fue extraordinario; así, surgieron diferentes versiones del ballet, muchas partiendo de la realización original de Leonid Lavrovski.
La versión de Frederick Ashton para el Ballet Real de Dinamarca de 1955, constituye una excepción ya que Ashton coreografió su obra sin haber conocido la original de Lavrovski; por tanto, su coreografía, elegante y poética, no tiene nada que ver con las posteriores. En lugar de tres actos se compone de un prólogo y once escenas.
En 1962, John Cranko realizó una coreografía para el Ballet de Stuttgart, del que fue director entre 1961 y su fallecimiento en 1973 (tras una primera versión en 1958 para el Teatro de La Scala en Milán).
En 1965, Kenneth MacMillan también creó una coreografía propia, para el Ballet Real (The Royal Ballet), del Reino Unido, basándose en la original de Lavrovski. Los bailarines del estreno fueron Rudolf Nuréyev y Margot Fonteyn. Esta versión se caracteriza por la importancia que da a la actuación escénica de los personajes principales: Julieta como una joven testaruda que toma y se aferra a sus decisiones, y Romeo totalmente arrebatado de amor. El attrezzo está inspirado en cuadros y arquitectura del Quattrocento italiano, con diseño —incluso de vestuario— de Nicholas Georgiadis; también se inspiró en la versión de Cranko, incluyendo a las rameras ruidosas del mercado. Esta versión es la que sigue interpretando el Ballet Real.
En 1977, Rudolf Nuréyev, que había estrenado la versión de MacMillan con el Ballet Real en 1965, realizó su propia producción para el Ballet Nacional de Inglaterra, con ocasión del jubileo de plata de la reina. Se inspira en la película homónima de Zeffirelli, es una versión dramática y con dificultades técnicas. Esta producción se mantiene en el repertorio del Ballet Nacional de Inglaterra.
En 2008, el bailarín, coreógrafo y director de ballet polaco Krzysztof Pastor presentó su coreografía de Romeo y Julieta con un nuevo libreto, escrito por Willem Bruls. La acción se desarrolla en tres actos —como el ballet original— ambientados en tres situaciones políticas de Italia en el siglo XX: el Acto I, durante la década de 1930; el Acto II tiene lugar en la de 1950; y el Acto III se desarrolla durante la de 1990.
En 2011, el bailarín y coreógrafo ruso Alekséi Ratmanski estrenó su suntuosa versión en Toronto con el Ballet Nacional de Canadá. Sus posteriores representaciones, en Londres, le valieron los elogios de la crítica como «coreógrafo actual del ballet clásico». En fechas posteriores ha realizado la reconstrucción de coreografías de Petipa para diversos ballets.